# Royal Navy Submarine Museum
Royal Navy Submarine Museum – muzeum morskie w Gosport (Hampshire, południowa Anglia). Gromadzi eksponaty związane z historią okrętów podwodnych od ich zarania po czasy współczesne.
Początki zbioru sięgają 1963 roku. W 1983 roku powstał budynek wystawienniczy, a publiczności udostępniono największy obiekt – zbudowany po drugiej wojnie światowej okręt podwodny HMS „Alliance”. W 2001 roku otwarto specjalny budynek dla jednostki HMS „Holland 1” – pierwszego okrętu podwodnego w służbie Royal Navy.
W skład zbiorów wchodzą między innymi:
- HMS „Holland 1”
- włoska „żywa torpeda” typu Maiale
- „X24” – miniaturowy okręt podwodny typu X
- niemiecki miniaturowy okręt podwodny typu Biber
- HMS „Alliance” – okręt podwodny typu Amphion
- „LR3” – pojazd podwodny do obserwacji i napraw
- peryskop HMS „Conqueror” wsławionego udziałem w wojnie falklandzkiej
- nadbudówka HMS E17
- kolekcja torped, przedmiotów, zdjęć, dokumentów związanych z okrętami podwodnymi i ich załogami.

Zbiory archiwalne liczą ponad milion stron dokumentów, niezliczoną liczbę fotografii i ok. 4000 tytułów książek.
Przewodnikiem po muzeum jest były oficer okrętu podwodnego, a oprowadzanie trwa około 45 minut.
Przy muzeum działa stowarzyszenie przyjaciół muzeum, Society of Friends of the Royal Navy Submarine Museum, które organizuje specjalne spotkania połączone ze zwiedzaniem muzeum oraz wspiera zbiórkę funduszy na remont eksponatów.

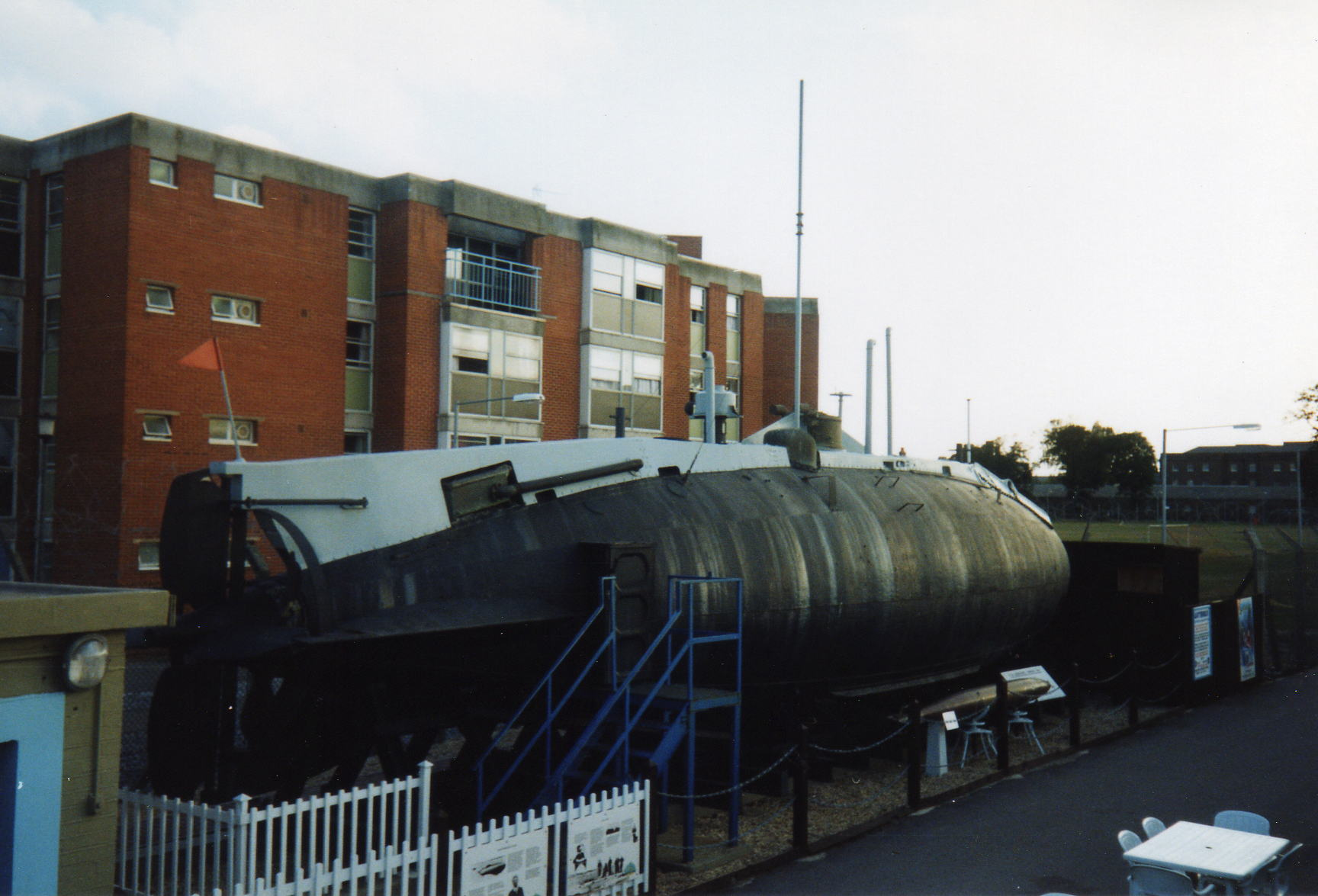
Holland 1 – pierwszy okręt podwodny Royal Navy
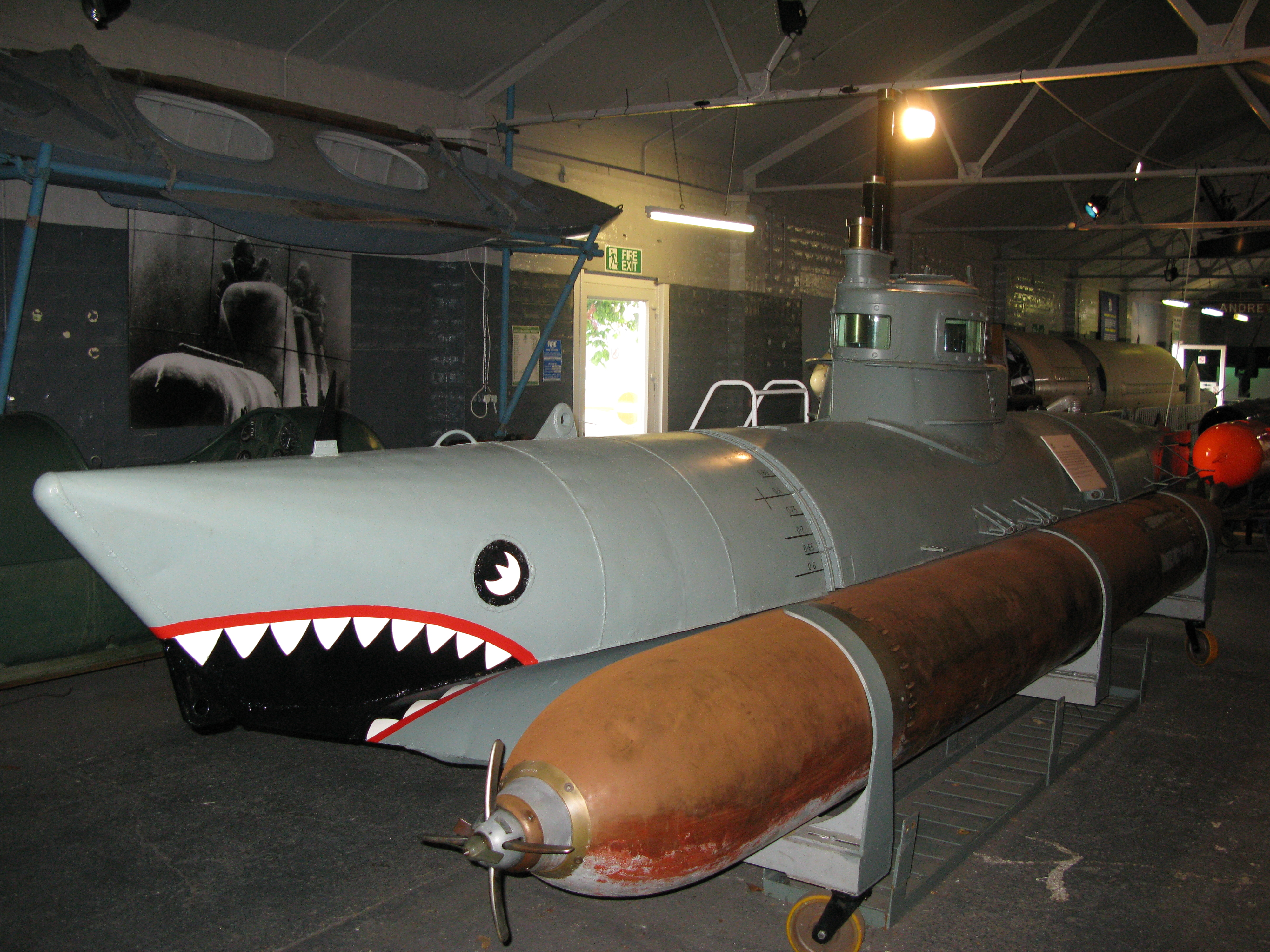
Mały pojazd podwodny Biber
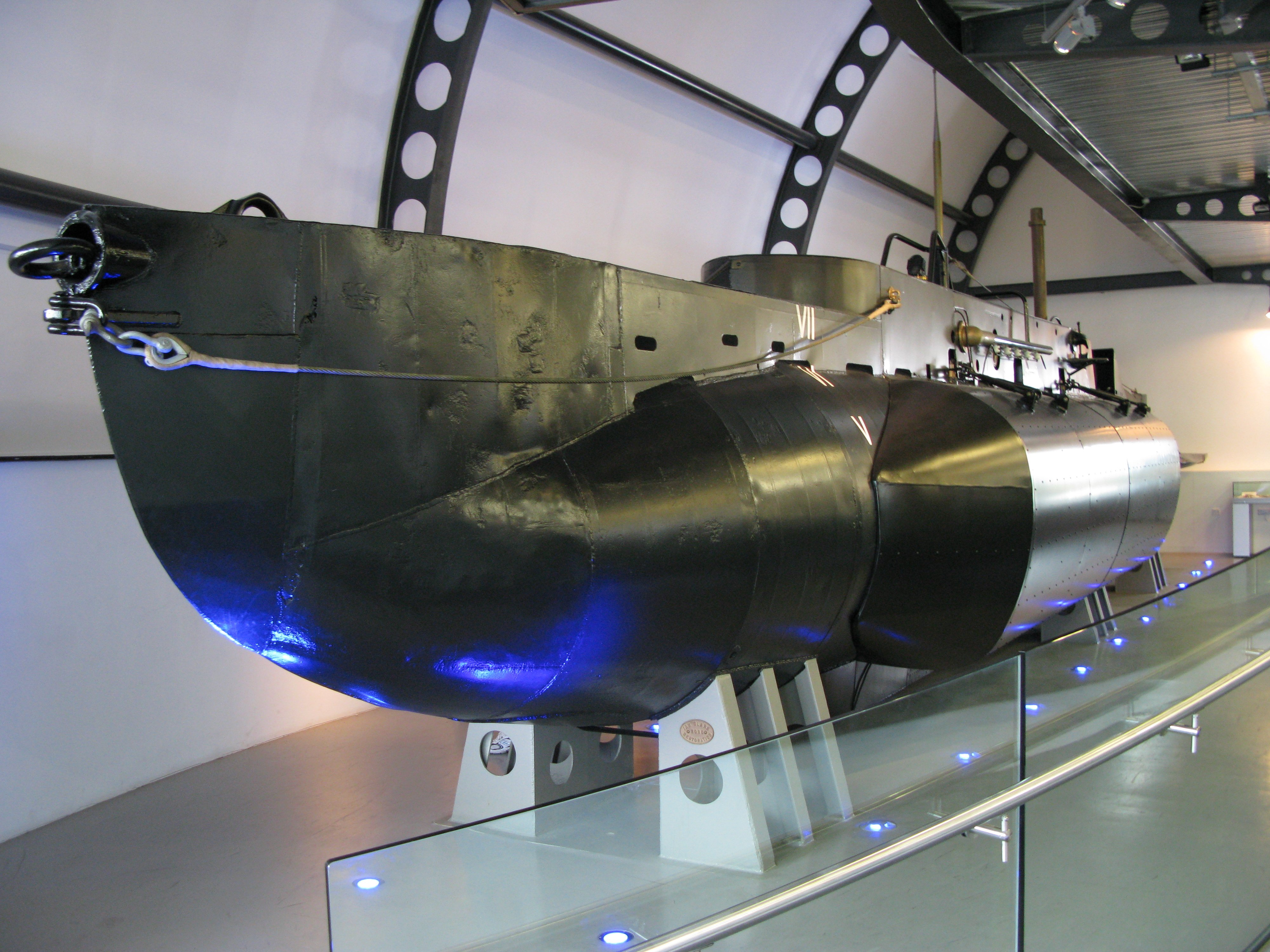
Miniaturowa łódź podwodna X-24
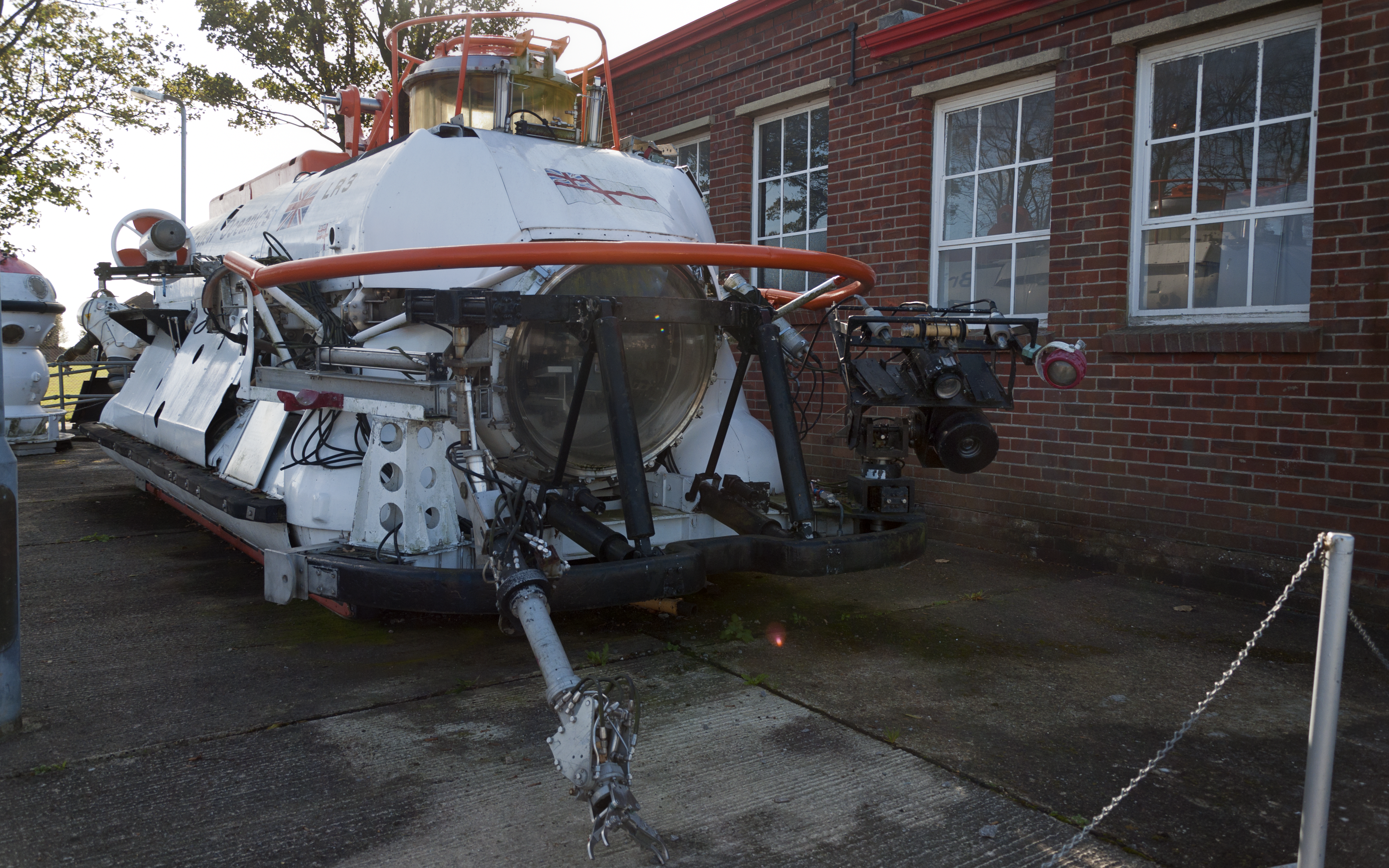
„LR3” – pojazd podwodny do obserwacji i napraw
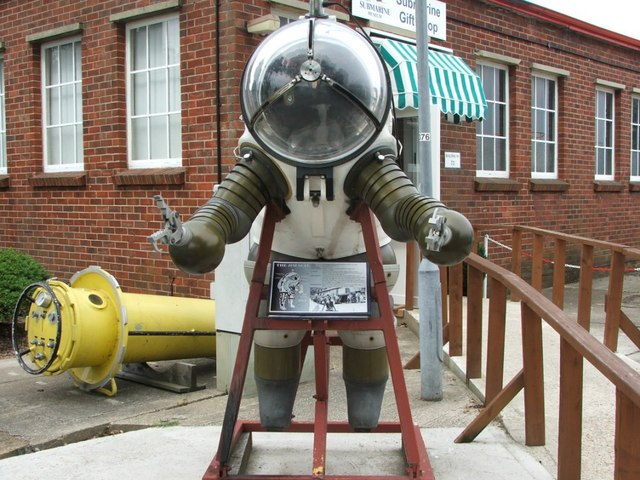
Strój nurka przed budynkiem muzeum
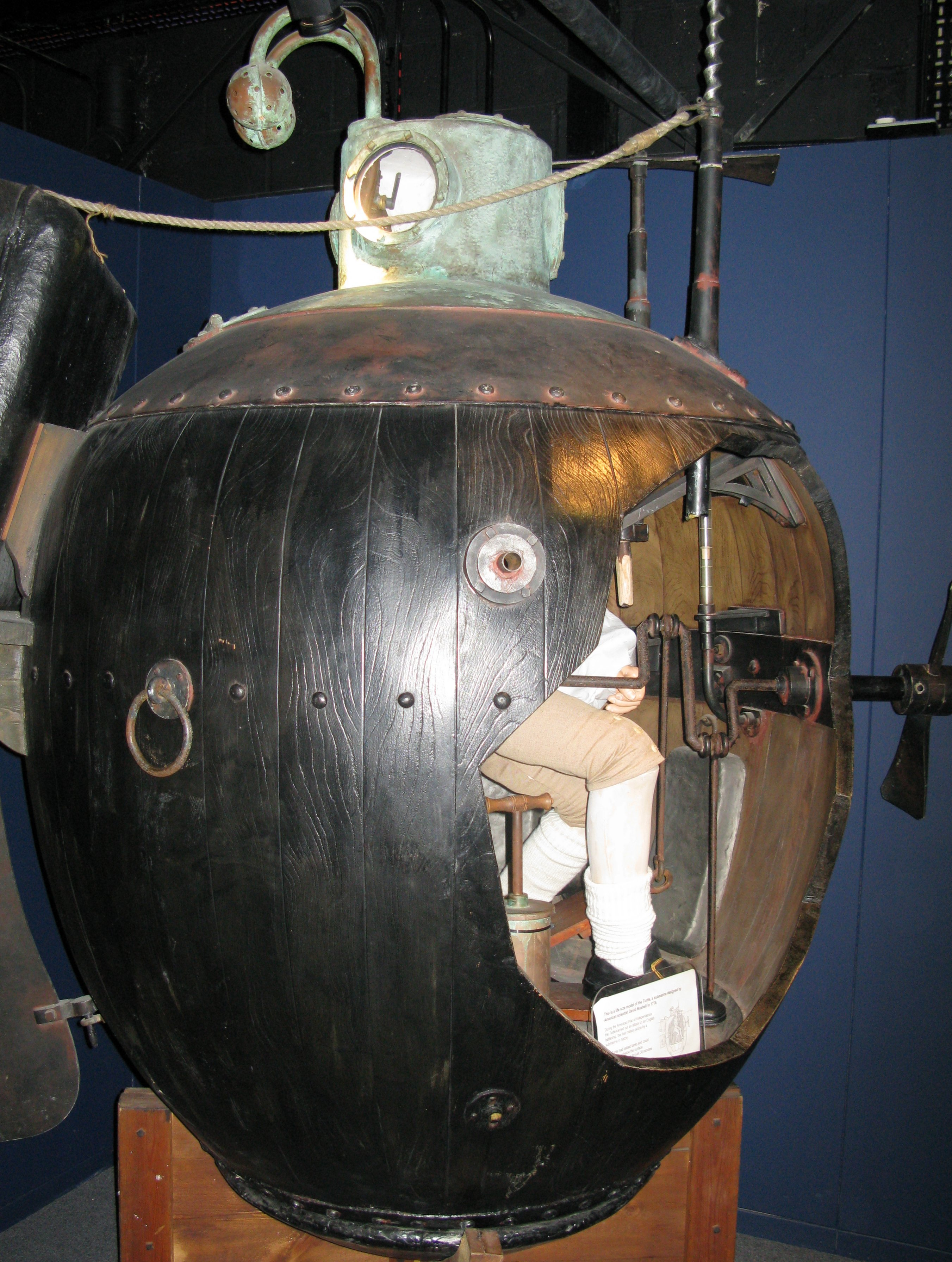
Naturalnej wielkości model okrętu podwodnego „Turtle”